# Пантелейково (Ленинградская область)
Пантелейково — деревня в Выскатском сельском поселении Сланцевского района Ленинградской области.

## История
Деревня Пантелейково упоминается на карте Санкт-Петербургской губернии Ф. Ф. Шуберта 1834 года.

ПАНТЕЛЕЙКОВО — деревня принадлежит господам Харламовым, число жителей по ревизии: 65 м. п., 64 ж. п. (1838 год)

Как деревня Пантелейкова она отмечена на карте профессора С. С. Куторги 1852 года.

ПАНТЕЛЕЙКОВА — деревня наследников Харламовых, по просёлочной дороге, число дворов — 16, число душ — 65 м. п. (1856 год)

ПАНТЕЛЕЙКОВО — деревня владельческая при речке Стреженке, число дворов — 20, число жителей: 58 м. п., 51 ж. п.; Часовня православная. (1862 год) 

Сборник Центрального статистического комитета описывал её так:

ПОНТЕЛЕЙКОВА — деревня бывшая владельческая при речке Кушолке, дворов — 22, жителей — 144; часовня, школа. (1885 год)

В XIX — начале XX века деревня административно относилась к Выскатской волости 1-го земского участка 1-го стана Гдовского уезда Санкт-Петербургской губернии.
Согласно Памятной книжке Санкт-Петербургской губернии 1905 года деревня входила в Пантелейковское сельское общество.

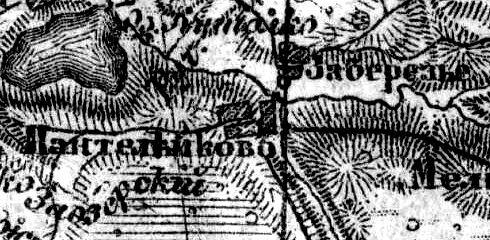
Деревня Пантелейково на карте 1919 года

С 1917 по 1927 год деревня входила в состав Пантелейковского сельсовета Выскатской волости Гдовского уезда.
С 1927 года, в составе Рудненского района.
С 1928 года, в составе Савиновщинского сельсовета. В 1928 году население деревни составляло 219 человек.
По данным 1933 года деревня Пантелейково входила в состав Савиновщинского сельсовета Рудненского района. С августа 1933 года, в составе Гдовского района.
С января 1941 года, в составе Сланцевского района.
С 1 августа 1941 года по 31 января 1944 года германская оккупация.
С 1954 года, в составе Выскатского сельсовета.
С 1963 года, в составе Кингисеппского района.
По состоянию на 1 августа 1965 года деревня Пантелейково входила в состав Выскатского сельсовета Кингисеппского района. С ноября 1965 года, вновь в составе Сланцевского района. В 1965 году население деревни составляло 29 человек.
По данным 1973 и 1990 годов деревня Пантелейково входила в состав Выскатского сельсовета Сланцевского района.
В 1997 году в деревне Пантелейково Выскатской волости проживали 10 человек, в 2002 году — 9 человек (русские — 89 %).
В 2007 году в деревне Пантелейково Выскатского СП проживали 3, в 2010, 2011, 2012 и 2013 годах — 4, в 2014 году — 5 человек.

## География
Деревня расположена в южной части района к югу от автодороги 41К-188 (Гостицы — Большая Пустомержа) на автодороге 41К-806 (Заберезье — Пантелейково).
Расстояние до административного центра поселения — 11 км.
Расстояние до ближайшей железнодорожной платформы Сланцы — 31 км.
К северу и востоку от деревни протекает Грязный ручей.

## Демография
| 1862 | 2007 | 2010 | 2017 |
| ---- | ---- | ---- | ---- |
| 109  | ↘3   | ↗4   | ↗8   |

## Инфраструктура
На 2014 год в деревне было зарегистрировано четыре домохозяйства.